# جوردن إيفانز (لاعب كرة قدم أمريكية)
جوردن إيفانز (بالإنجليزية: Jordan Evans)‏ هو لاعب كرة قدم أمريكية أمريكي، ولد في 27 يناير 1995 في نورمان في الولايات المتحدة.

## وصلات خارجية
- جوردن إيفانز على موقع مرجع كرة القدم المحترفة.كوم (الإنجليزية)